# Spectacle Island (Massachusetts)
Spectacle Island ist eine Insel in der Dorchester Bay im Boston Harbor. Sie liegt 4,2 mi (6,8 km) vom Bostoner Stadtzentrum entfernt auf dem Gebiet des Bundesstaats Massachusetts der Vereinigten Staaten. Spectacle Island verfügt über eine dauerhafte Fläche von ca. 85,5 Acres (0,35 km²), die durch ein Watt je nach Tidenhub temporär um bis zu 28,4 Acres (0,11 km²) vergrößert wird. Sie wird vom Massachusetts Department of Conservation and Recreation (DCR) verwaltet und ist Teil der Boston Harbor Islands National Recreation Area. Vom 23. Juni bis zum Labor Day stehen Rettungsschwimmer am Strand zur Verfügung.

## Geographie

### Geologie
Die Insel bestand ursprünglich lediglich aus zwei miteinander verbundenen Drumlins. In den 1920er Jahren wurde damit begonnen, die Insel als Mülldeponie zu nutzen, wodurch die Fläche der Insel um 36 Acres (0,15 km²) vergrößert wurde. Heute besteht sie aus zwei künstlich angelegten Rasenhügeln, auf denen terrassenförmig Stützmauern errichtet wurden. Mit 176 ft (53,6 m) bietet die Insel den am höchsten gelegenen Aussichtspunkt im gesamten Hafengebiet.

### Flora und Fauna
Es wurden in jüngerer Vergangenheit neue Laub- und Nadelbäume angepflanzt sowie Rasenflächen angelegt. Die Tierwelt der Insel ist noch Gegenstand wissenschaftlicher Untersuchungen.

## Geschichte
In der Vergangenheit wurde die Insel für unterschiedlichste Zwecke genutzt; auf ihr wurde Landwirtschaft betrieben, es wurden ein Quarantäne-Krankenhaus, Luxushotels und eine Klebstoff-Fabrik errichtet und sie wurde als Mülldeponie genutzt. Zuletzt wurde der Aushub des Big-Dig-Projekts auf der Insel aufgeschüttet, die anschließend in einen Park umgestaltet und der Öffentlichkeit wieder zur Verfügung gestellt wurde.
Bereits in den 1850er Jahren errichtete ein Bostoner Geschäftsmann eine Anlage zur Tierkörperverwertung auf der Insel; bis zu diesem Zeitpunkt war es üblich, tote Pferde einfach in das Hafenbecken zu werfen. Im 20. Jahrhundert befand sich eine Fabrik zur Herstellung von Fetten aller Art auf der Insel, zugleich begann die Nutzung als Mülldeponie für den in der Stadt anfallenden Siedlungsabfall. Nach der Überlieferung konnten sich Schiffe im Nebel allein am fauligen Gestank der Insel orientieren. Auch lange Zeit nach Schließung der Deponie war die Insel nicht nur unansehnlich, sondern aufgrund von in das Hafenbecken austretenden Gift- und Schadstoffen auch eine Gefahr für die öffentliche Gesundheit. Die Lösung des Problems bestand in der gleichzeitigen Beseitigung eines zweiten, indem der Aushub des Big-Dig-Projekts, der ca. 30.000 m³ umfasste, dazu verwendet wurde, die Insel abzudecken und zugleich neu zu modellieren. Darauf wurde eine Schicht Muttererde mit einer Stärke zwischen 2 ft (0,6 m) und 5 ft (1,5 m) aufgetragen, so dass im Anschluss 2.400 Bäume und 26.000 Sträucher gepflanzt werden konnten. Heute dient die Insel als Naherholungsgebiet und bietet sogar einen überwachten Sandstrand.

## Sehenswürdigkeiten
Spectacle Island verfügt unter anderem über ein Besucherzentrum sowie verschiedene Verwaltungsgebäude. Die Überreste des alten Piers sind ebenfalls noch zu besichtigen. 5 mi (8 km) Wanderwege stehen den Besuchern zur Verfügung, besonders beliebt ist auch die Vogelbeobachtung.